# Лінеатус
Лінеатус (Aplocheilus lineatus) або смугаста азійська щучка — тропічний прісноводний вид коропозубих риб з родини аплохейлових (Aplocheilidae). Як харчова риба не має значення, натомість лінеатусів тримають в акваріумах і використовують для боротьби з комарами.

## Опис
Лінеатус — це дрібна риба, але є одним із найбільших представників роду Aplocheilus. Може сягати 10 см завдовжки, але звичайна довжина риб не перевищує 7 см.
Форма щукоподібна, типова для аплохейлусів. Дуже міцна за будовою риба. Має видовжене, сплощене згори, в задній частині стиснуте з боків тіло. Профіль спини прямий.
Голова велика, сплощена згори, з видовженою й загостреною на кінці мордою. Довжина голови становить чверть довжини тіла. Рот кінцевий, верхній, дуже широкий, нижня щелепа трохи виступає вперед. Обидві щелепи засаджені дрібними ворсинчастими зубчиками, розташованими смужками в кілька рядів. Очі досить великі, їхній діаметр у 3,25-3,5 раза менший за довжину голови й приблизно дорівнює міжорбітальній відстані.
Спинний плавець вузький, сидить в задній половині тіла, навпроти задньої частини анального плавця, має 7-9 променів. Анальний плавець високий і довгий, має 15-17 променів. Хвостовий плавець округлий. Грудні плавці також округлі, своїм краєм виходять за рівень початку черевних плавців, мають по 14 променів. Черевні плавці маленькі, мають по 6 променів, другий промінь сильно подовжений, в притисненому до тіла стані може сягати середини анального плавця.
Тіло, голова та зяброві кришки вкриті лусками. Луски досить великі, 32-34 їх розташовано в поздовжньому ряді.
Лінеатус має цікавий малюнок забарвлення, але воно може сильно варіювати в конкретній місцевості, залежить воно також від кольорів оточення та умов освітлення. Існує помітний статевий диморфізм, самці та самки навіть свого часу були описані як два різних види, Aplocheilus rubrostigma та Aplocheilus lineatus відповідно.
Основне забарвлення самця від зеленуватого до світло-оливкового кольору, але зустрічаються й червонуваті екземпляри. Спина темніша, оливково-коричнева, черево сріблясто-біле, груди блакитно-білі. Кожна лусочка має чорну облямівку, а в самців ще й червону цятку. Загалом же найхарактернішою рисою забарвлення самця є поздовжні ряди золотаво-зелених блискучих цяток на боках, які поширюються й на плавці. На грудях є дрібні червоні цяточки. Один або два ряди червоних крапочок розташовані також уздовж основи анального плавця.

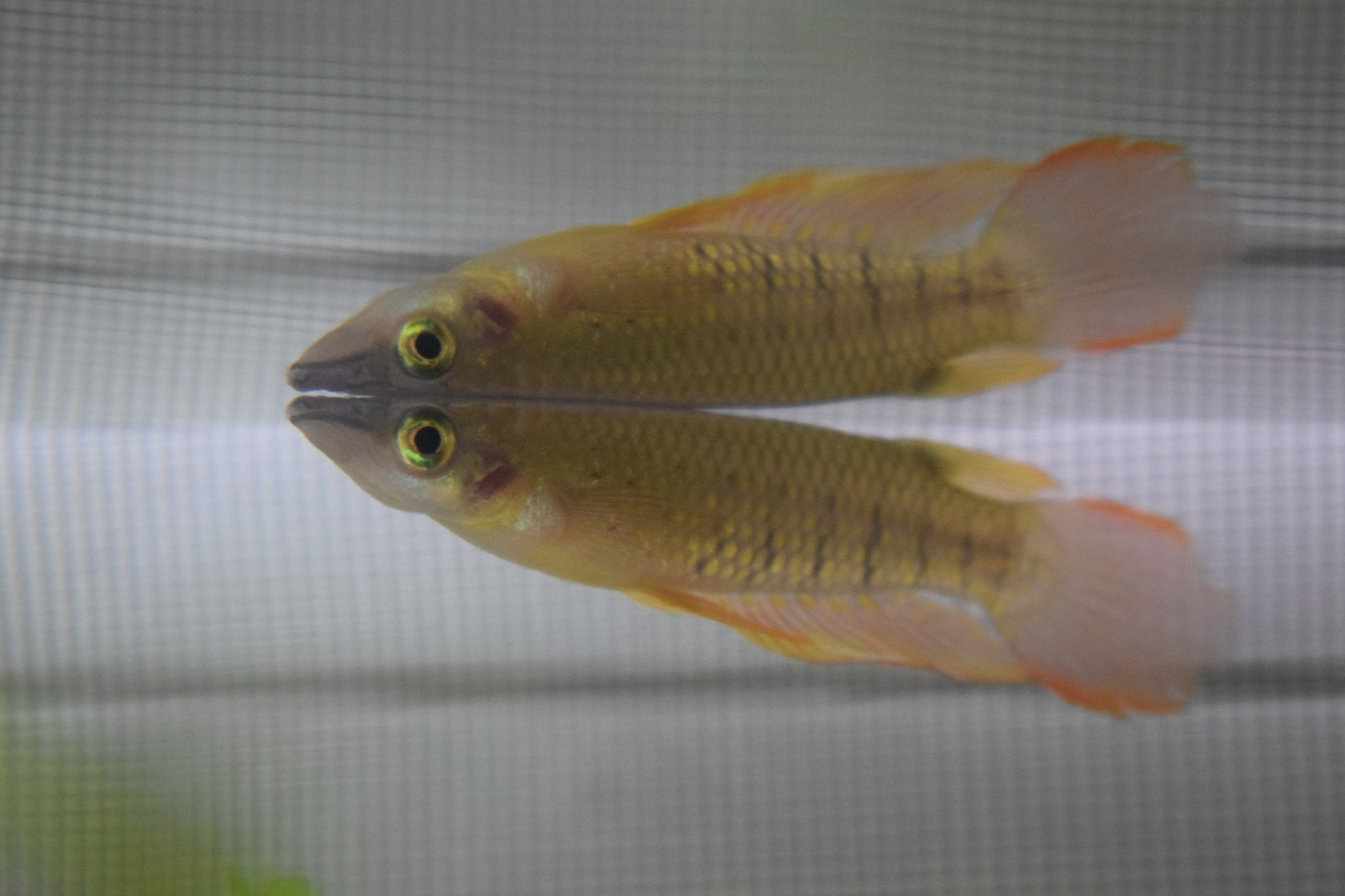

В самок задню частину тіла перетинають 6-11 вертикальних чорних смуг. Вони відсутні на верхній третині тіла, але займають майже все хвостове стебло, при цьому виявляють варіативний характер. Від цього елементу забарвлення походить назва виду — лінеатус. Поперечні смуги в задній частині тіла добре помітні в усіх молодих риб, але в самців з віком вони стають непомітними й зливаються з основним забарвленням.
Ірис очей смарагдово-зелений. На потилиці розташована характерна для аплохейлусів яскрава сріблясто-біла цятка.
Спинний, хвостовий та анальний плавці жовтуватого або зеленкуватого кольору, в самців вкриті яскравими жовтогарячими або червоними крапками та рисками й мають червону облямівку. У самок ці плавці напівпрозорі, ледве блакитні, з вузькою червоною облямівкою. Біля основи спинного плавця в самців і самок розташована чорна пляма. Грудні та черевні плавці жовтуваті, без цяток.
У дикій природі таке забарвлення дозволяє рибам сховатися й робить їх майже непомітними серед вертикальних стебел рослин та водної зелені. У разі стресової ситуації уздовж тіла риби з'являється досить широка темна смуга. Особливо це помітно в молодих рибок.
Самці більші, стрункіші й барвистіші за самок, мають довші плавці, анальний плавець у них більше загострений на кінці. Натомість забарвлення самок темніше й значно простіше, ніж у самців. На загалом блідішому й однотонному тлі в них чітко виділяються темні поперечні смуги, особливо в задній частині тіла. Пляма на основі спинного плавця в самок також виразніша.

## Поширення
Вид поширений у західних та південно-східних регіонах Індії, зустрічається в околицях Мумбая, в штаті Керала, на заході Карнатаки, а також на Коромандельському узбережжі (Тамілнад, Андхра-Прадеш).
Повідомлялося також про присутність лінеатусів на Шрі-Ланці, але, мабуть, йдеться про ареал іншого виду — Aplocheilus dayi, який певний час вважався підвидом Aplocheilus lineatus.
Вид широко розповсюджений, є звичайною рибою на півдні Індії. Водиться як у гірських струмках і водоймах, розташованих на значній висоті, так і в рівнинних річках, ставках, каналах, канавах та озерах, на низинних рисових полях, болотах, в лиманах та інших солонуватих водоймах. Зазвичай це водойми з повільною течією, глибина яких не перевищує 1 м.
Вид стійкий до широкого діапазону умов навколишнього середовища, зустрічається й у солонуватій воді лиманів. В окремих частинах ареалу чисельність популяцій скорочується або вони були знищені через вплив інтродукованих для боротьби з комарами видів (Gambusia, Poecilia). Проте серйозних загроз існуванню виду не існує.
Лінеатус був інтродукований у Сінгапурі, вперше він був тут помічений 2004 року. 1960 року Aplocheilus lineatus був виявлений також у природній водоймі на острові Оаху (Гавайські острови), але не прижився там.

## Спосіб життя
Лінеатус — витривалий та енергійний вид риб, стійкий до широкого діапазону умов навколишнього середовища, зустрічається навіть у солонуватих водах лиманів. Сезонних міграцій не здійснює, але в сезон дощів як дорослі особини, так і мальки запливають на ділянки затопленого суходолу. Температура води становить 22-25 °C.
Харчується переважно водними комахами, личинками комах, а також наземними комахами, що падають на поверхню води, мальками риб. Тримається серед рослинності майже біля самої поверхні води, де чатує на свою здобич. Потенційну жертву намагається зловити одним стрімким кидком. Здобич може мати розмір до 5 см.
Лінеатус дуже цінується як природний засіб боротьби з комарами й, відповідно, хворобами, що передаються цими комахами.
Риби майже постійно готові до нересту. Щоранку протягом тижня, а то й більше, вони збуджено гасають серед поверхневих рослин й кожні кілька секунд зупиняються, щоб відкласти ікринку. Самка завжди перебуває попереду, самець підпливає в потрібний момент і бере участь у короткій церемонії спаровування. Під час нересту риби виявляють найкращі кольори свого забарвлення. Сам нерест дуже примітивний, залицяння короткі.
Ікринки майже сферичні, мають розмір від 1,4 до 1,7 мм у перетині, демерсальні (тонуть), містять багато жовтка та по кілька жирових кульок. Вся поверхня ікринки вкрита липкими ниточками, за допомогою яких вона чіпляється до водної рослинності.
Мальки вилуплюються за 12-14 днів. Вони швидко ростуть. Маючи розмір близько 15 мм, молодь за будовою вже має всі характерні ознаки виду. Коли молодим рибкам виповнюється 4 місяці, вони визрівають та починають розмножуватись. У самців на цей час з'являється доросле забарвлення.

## Утримання в акваріумі
Лінеатус — найвідоміший в акваріумах, найпоширеніший і найпривабливіший представник роду аплохейлусів. 1909 року був завезений до Німеччини, де був успішно розведений. Невдовзі отримав поширення й у інших країнах Європи, а також в Америці. 1952 року з'явився в колишньому СРСР.
Завжди був відносно популярним видом яйцекладних коропозубих. Не відміну від більшості риб цієї групи, це дуже витривалий, міцний і сильний вид, здатний швидко адаптуватися до різних умов. Догляд за лінетусами нескладний, вони легко розводяться. Їх рекомендують навіть акваріумістам-початківцям.
Для утримання лінеатусів використовують просторі акваріуми, 50-80 см і більше завдовжки, старші риби потребують більше простору. Найкраще виглядають у добре засадженому рослинами акваріумі з темним ґрунтом, за бічного освітлення. Не люблять яскравого світла. Зазвичай акваріум затіняють за допомогою рослин, що плавають на поверхні. Часто вистрибують із води, тому акваріум має бути тісно накритий кришкою.
Лінеатус — типова поверхнева риба. Рибка не дуже рухлива й більшу частину дня проводить нерухомо під великим листям, що плаває на поверхні води, або в сплетінні рослин. Вона повертається в напрямку об'єкта, який може становити небезпеку, спостерігаючи за ним.
Хижак. Тому тримати лінеатусів у спільному акваріумі можна лише разом із великими рибами. Таких сусідів як неони, гуппі або даніо-реріо вони сприймають за здобич. У стосунках між собою дорослі самці також можуть виявляти агресію. Тому рекомендується тримати лінеатусів групою, що складається з одного самця та двох-трьох самок. Молоді рибки порівняно мирні.
В той же час Aplocheilus lineatus — один із небагатьох видів яйцекладних коропозубих, які добре підходять для спільного акваріума. В товаристві риб аналогічного або більшого розміру поводиться мирно. Оживляє верхні шари акваріума. Без проблем можна тримати лінеатусів разом із середнього розміру барбусами, сомиками або лабіринтовими рибами.
Лінеатуси можуть жити за широкого діапазону параметрів води. Твердість може бути в межах 5-20 °dGH, показник pH 6,0-7,5. Оптимальна температура води 22-25 °C, мінімальна 20 °C, максимальна 31 °C. У той же час потребують чистої, прозорої й добре фільтрованої води.
Всеїдний вид. В акваріумі риби невибагливі до їжі, беруть як живі, так і сухі корми. Проте явну перевагу надають живим кормам і потребують поживної їжі. Їм пропонують, у першу чергу, личинок комарів і водяних комах, а також дафнії та замінники живих кормів: шматочки риби, м'яса, креветок. Із задоволенням полюють дрібних рибок.
Розведення цього виду нескладне. На нерест саджають пару риб або 1 самця з 2-3 самками. Нерестовище має бути місткістю не менше 15-30 літрів з рівнем води 10-15 см. Як нерестовий субстрат використовують дрібнолисті рослини, підійде й пучок синтетичного волокна. На поверхні води має бути трохи плавучих рослин. Температура: 23-28 °C. Краще лінеатуси розводяться у відносно м'якій воді (до 12 °dH), хоча нерест можливий і за 20 °dH. Показник pH: 6,0-6,5, максимум 7,0. Освітлення має бути м'яким. Нерест стимулюють додаванням невеликої кількості м'якої води та підвищенням температури.
Нерестяться риби біля поверхні води на дрібнолисті рослини або коріння плавучих рослин. Відкладанню ікри передують короткі залицяння, під час яких самець здійснює біля самки своєрідний танок. Тоді пара занурюється в гущавину рослин, самець притискається до самки, й у цей момент риби відкладають і запліднюють ікринки, які прилипають до рослин.
Нерест триває 1-3 тижні. Щодня самка відкладає до 25 ікринок, зазвичай не більше 10, а загалом їх буває 100—200 штук. Батьки не їдять свою ікру, але мальків їдять. Тому рекомендується періодично переносили рослини з ікрою з нерестовища до інкубатора й замінювати їх на нові. Вода в інкубаторі має мати такі самі параметри, що й у нерестовищі. Це може бути неглибока скляна ванночка.
Вирощувати приплід легко. За умови поживного харчування дрібним живим кормом та регулярної підміни води мальки ростуть швидко. Вони хапають усе, що не перевищує половини їхнього розміру й, на жаль, страждають на канібалізм, більші особини полюють своїх менших братів і сестер. Тому слід подбати про достатню кількість схованок біля поверхні води, а, якщо є потреба виростити якомога більше мальків, їх потрібно сортувати за розміром.
У віці 1 місяць молодь вже може досягати довжини 1,5 см. У цьому віці стає можливим визначення статі риби. В самців плавці стають подовженими й загостреними на кінці, вони набувають характерного забарвлення. Визрівають у 6–8 місяців, маючи розмір 6-7 см завдовжки.

## Виведені породи

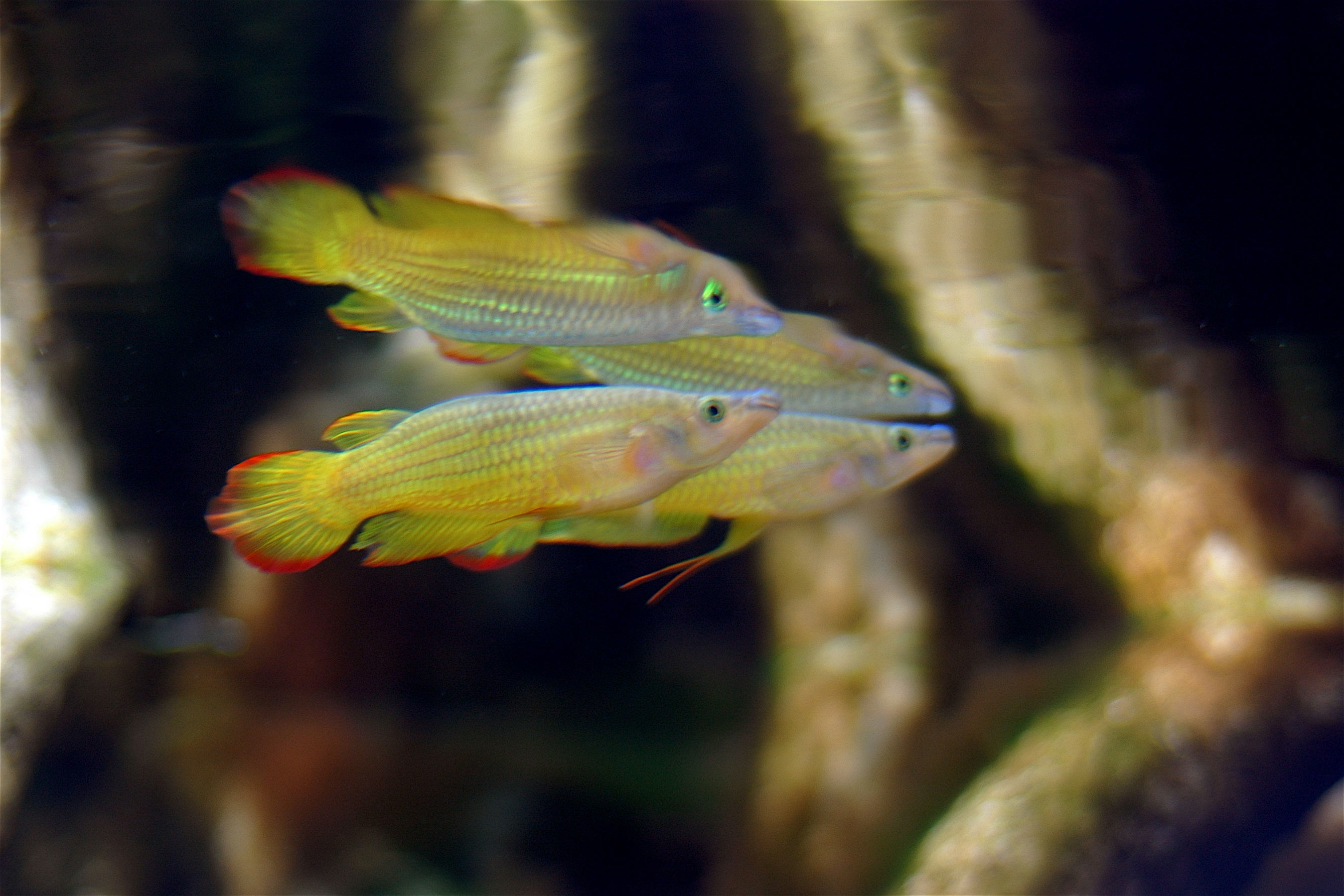
Золотий лінеатус.

В акваріумах, крім риб із природним забарвленням, тримають також декілька виведених порід. Найпопулярнішою й найпоширенішою серед ниє є золота (Aplocheilus lineatus «Gold», Golden Striped Panchax, Golden Wonder Killifish). Це єдиний представник роду, якого можна регулярно знайти в зоомагазинах. Цих рибок масово розводять в Індонезії.
Золоті лінеатуси мають яскраве золотаво-жовте забарвлення тіла, такого ж кольору непарні плавці. Статеві відмінності в цих риб нечіткі, самки трохи блідіші за самців, а червона облямівка плавців у них ледве помітна. Яскраве забарвлення вже має молодь розміром 3-5 см завдовжки, тоді як для звичайних лінеатусів такого віку характерним є непримітний тьмяно-сірий колір.
Дуже привабливою є також червона порода лінеатуса. Основне забарвлення тіла зеленкувате або оливково-коричневе. Кожна лусочка має велику червону цятку, що чудово сполучається із золотаво-зеленими блискітками на тілі. Груди червоні. Самці помітно яскравіші за самок.
Існує також порода з цілковито червоним хвостовим плавцем, в іншої породи червоний хвіст має білу облямівку.
Умови утримання та розведення виведених порід не відрізняються від природної форми.

## Відео
- Golden Wonder Killifish - Aplochelius Lineatus (Gold) на YouTube by Michael Jensen's Aquarium
- Streifenhechtling oder Piku (Aplocheilus lineatus) на YouTube by Harztroll
- Goldener Streifenhechtling - Aplocheilus lineatus gold на YouTube by ZOOBOXde
- Golden Wonder Killifish Jumping Out Of The Water To Catch Crickets на YouTube by The Dave
- Линеатус - Aplocheilus lineatus на YouTube by Хомо Ихтиус
- Breeding display of Striped Killifish, Aplocheilus lineatus in the wild ( HD ) на YouTube by Fishplore.com
- Striped Panchax (Aplocheilus lineatus) - Colors of Rainbow - Animalia Kingdom Show на YouTube by Łukasz Karnatowski
- Aplocheilus Lineatus "Goa" breeding sesion! на YouTube by Mihai Ursescu